# Džem

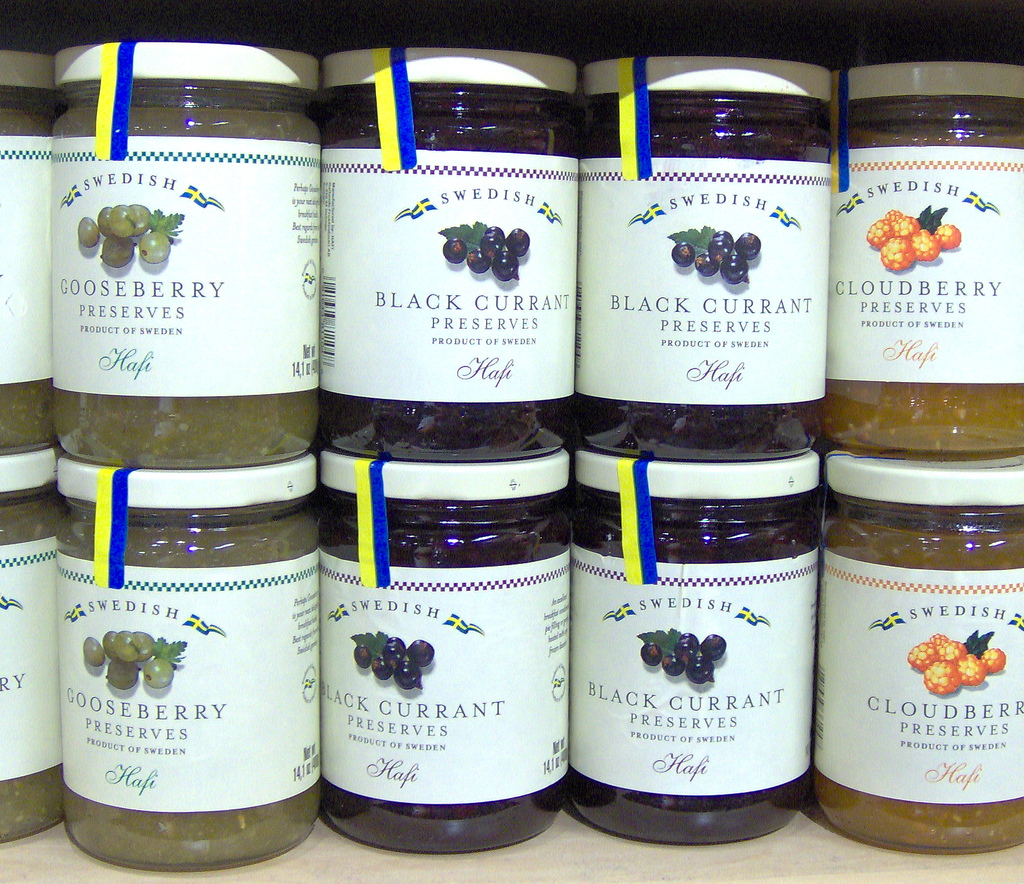
Sklenice s džemem

Džem je rosolovitá hmota s kousky ovoce nebo s celými drobnými plody. Vyrábí se z čerstvého vyzrálého ovoce, které se lisuje, vaří a zahušťuje cukrem. Obvyklé množství cukru činí 1/3 až 2/5 obsahu, obsah ovoce musí být minimálně 35 %. Používá se např. na chléb s máslem.

## Etymologie
České označení je počeštěná forma anglického slova jam, jak v podobě podstatného jména tak slovesa, mj. ve významu zahustit (zřejmě od zahuštění cukrem při přípravě). Slovo marmalade v angličtině označuje jen pochutiny z citrusových plodů (jam pak pro ostatní ovoce); od roku 2004 smi podle směrnice EU být počeštěné slovo marmeláda používáno jen pro odpovídající výrobky. Směrnice EU z roku 2024 to mění a džem a marmeláda se stávají synonyma.

## Výroba džemu
Džem lze snadno připravit téměř z jakéhokoliv ovoce. Příprava je velmi jednoduchá. Ovoce omyjeme, případně odpeckujeme a nakrájíme na kousky. Poté smícháme s cukrem nebo s cukrem a komerčním želírovacím přípravkem, uvedeme směs k varu a vaříme dokud nezhoustne (s komerčními želírovacími přípravky cca za 5 minut). Ještě před naplněním džemu do sklenic bychom měli provést tzv. želírovací zkoušku. To znamená, že horký džem kápneme na talířek a pokud vzorek džemu ztuhne (cca za 5 min), znamená to, že ztuhne i zbytek džemu nebo marmelády. Pokud si přejeme, aby hmota ztuhla více, zamícháme do horké směsi kyselinu citrónovou (1 - 2 zarovnané lžičky). Poté želírovací zkoušku opakujeme. Z uvařeného džemu je také před plněním do sklenic dobré sebrat vzniklou pěnu, bublinky vzduchu v ní obsažené totiž mohou poškodit vzhled a trvanlivost zavařeniny.

## Kvalita džemu
Kvalita džemu je zpravidla dána kvalitou a podílem ovocné složky. U některých průmyslově vyráběných džemů je z důvodů cenových tlaků podíl cukru daleko vyšší než podíl ovocné složky. Někteří výrobci u džemů deklarovaných jako jahodové či borůvkové nahrazují originální ovoce levnějšími jablky a do výrobku přidávají dochucovadla.
Džem obsahuje minimálně 35 % ovoce. Jestliže je ve směsi 45 % ovoce, je označován jako džem výběrový nebo džem extra.